# LHCf (experiência)

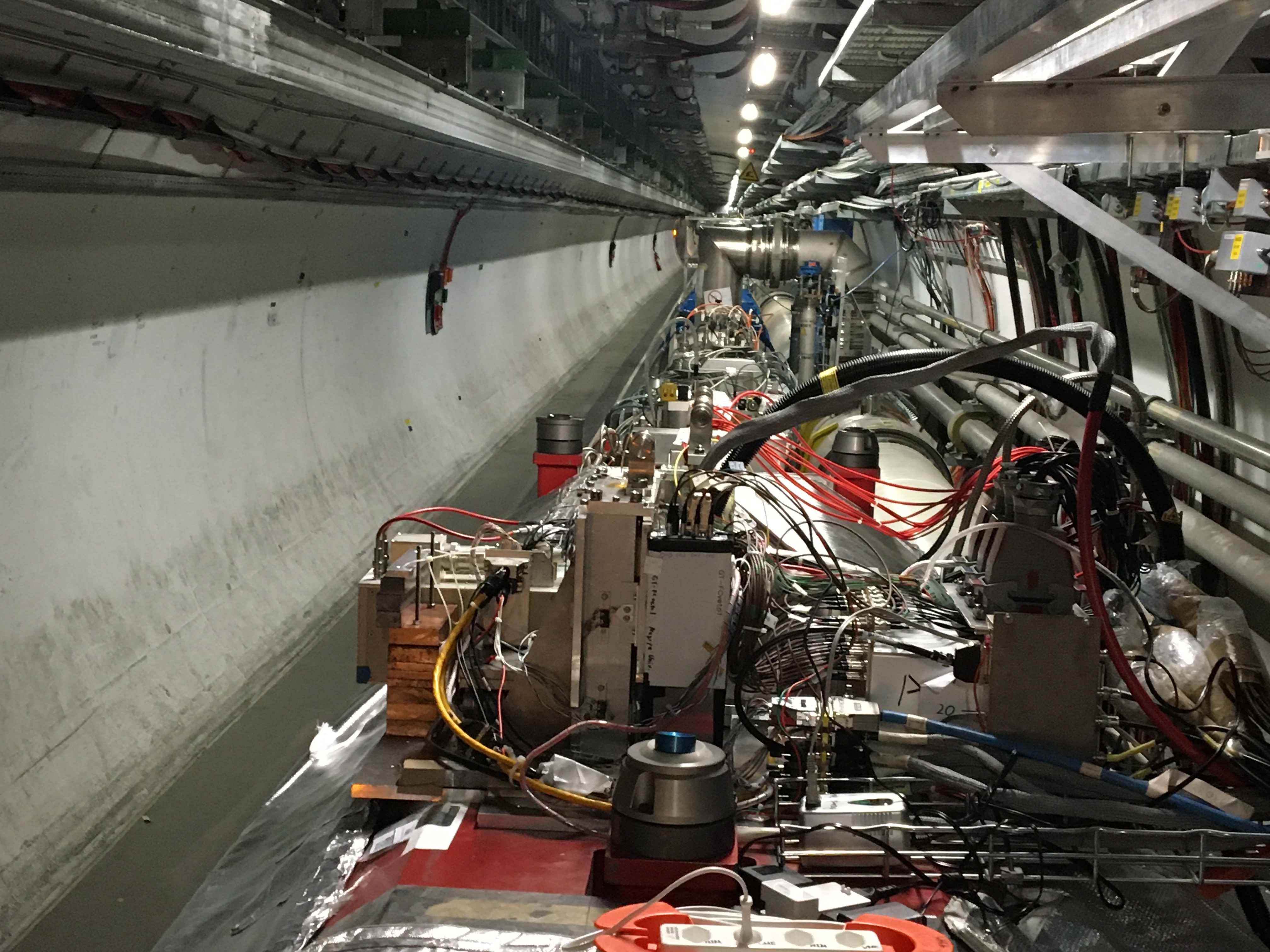
Foto do LHCf no complexo do LHC

LHCf - sigla inglesa de Large Hadron Collider forward  estuda as partículas a um muito pequeno ângulo (tal como a TOTEM) criadas no interior do LHC do CERN para simular os raios cósmicos em condições de laboratório.
As colisões no LHC que produzem cascadas semelhantes, poderiam ajudar os físicos a calibrar os detectores das gigantescas experiências sobre os raios cósmicos (algumas atingem milhares de Km) assim como a interpretar os seus resultados. Em 2006 LCHf é composta por 22 cientistas de 10 instituições de 4 países.
As outras experiências, que tal como esta também são enormes detectores, chamam-se : ATLAS, ALICE, CMS, LHCb e TOTEM.

## Características
- Dimensões: dois detectores cada um de 30 cm de comprimento, 10 cm de largura e 80 cm de altura.
- Peso: 40 kg cada um.

## O complexo do CERN
A composição do CAC, sigla em inglês de CERN Acelarators Complex.